# Литературная Москва
«Литературная Москва» — литературный альманах, выпущенный в СССР, в Москве, в 1956 году двумя выпусками.

## История
Литературный альманах «Литературная Москва» опубликован в Москве в 1956 году. Напечатано два выпуска. В редакцию альманаха входили видные писатели и поэты: Маргарита Алигер, лауреат Сталинской премии второй степени (1943), Александр Бек, Вениамин Каверин, автор романа «Два капитана», Эммануил Казакевич, лауреат двух Сталинских премий второй степени (1948, 1950), Константин Паустовский, Владимир Тендряков.
Альманах издавал стихи Н. А. Заболоцкого, М. И. Цветаевой вместе с предисловием И. Г. Эренбурга, это стало первой попыткой печати после долго запрета на выпуск стихов Цветаевой в стране; статьи М. А. Щеглова «Реализм современной драмы», Л. К. Чуковской «Рабочий разговор», это заметки о редактировании художественной прозы.
Таким образом, московские писатели из «Литературной Москвы» ставили перед собой цель освободить литературу от контроля коммунистической партии и печатали опальных авторов. Последней каплей для правящих органов послужила публикация рассказа А. Яшина "Рычаги" и объявленная в будущем третьем выпуске публикация пастернаковского "Доктора Живаго". По этой причине правительственные литературные круги подвергли редакцию и альманах разгромной критике. Вследствие чего издание новых материалов полностью прекратили.